# Roeselia stilbina
Roeselia stilbina är en fjärilsart som beskrevs av Max Wilhelm Karl Draudt 1918. Roeselia stilbina ingår i släktet Roeselia och familjen trågspinnare. Inga underarter finns listade.